# ألفونسو إميليو سانشيز
ألفونسو إميليو سانشيز (بالإسبانية: Alfonso Emilio Sánchez) (16 يونيو 1994 بولاية أغواسكالينتس في المكسيك - ) هو لاعب كرة قدم مكسيكي في مركز الوسط.

## وصلات خارجية
- ألفونسو إميليو سانشيز على موقع Soccerway.com (الإنجليزية)